# Arduin d'Ivrée
Pour les articles homonymes, voir Ardouin, Arduin et Hardouin.
Arduin (en italien : Arduino), né vers 955 à Pombia et mort le 14 décembre 1015 à l'abbaye de Fruttuaria, est un prince de la maison d'Ivrée (Anscarides), fils du comte Dadon de Pombia. Il fut marquis d'Ivrée de 990 jusqu'à sa mort. Usurpateur du trône d'Italie au début du XIe siècle, il fut l'unique roi indépendant d'Italie durant cette période entre 1002 et 1004. 

## Biographie
Arduin, né vers 955, est le fils de Dadon (mort vers 998), comte de Pombia, et d'Ichilda (ou Desiderata), fille de Arduin le Glabre, premier marquis de Turin, ancêtre de la famille Ardouin. En 990, il succède à son cousin Conrad (Corrado Cono), fils cadet du roi défunt Bérenger II, à la tête de la marche d'Ivrée. 
Bien vite cependant, il entre en conflit avec l'évêque Pierre de Verceil qu'il est soupçonné de faire assassiner le 13 février 997. Ensuite, il fait brûler la cathédrale de Verceil et disperser les restes de ceux qui y sont enterrés. Il faisait l'expérience des conséquences, lorsqu'en décembre l'empereur Otton III retourne en Italie. En février 998, l'antipape Jean XVI fut arrêté par les troupes impériales et en septembre, une assemblée de la haute noblesse s'est réunie à la basilique San Pietro in Ciel d'Oro de Pavie, pour examiner le désordre et l'absence de droit. Otton III a assuré la stabilité en s'appuyant sur le soutien des ecclésiastiques : Arduin est excommunié par l'évêque Vérémond d'Ivrée et reconnu responsable du meurtre ; puis lors d'un synode tenu par le pape Sylvestre II en avril 999, en présence de l'empereur, il est de nouveau excommunié et déclaré déchu pour réaffirmer la liberté pleine et légitime de l'Église. Son fils et homonyme Arduin II reçoit son titre mais les comtés d'Ivrée et de Verceil demeurent sous le contrôle du nouvel évêque de Verceil Léon. 
Trois semaines à peine après la mort de l'empereur, Arduin d'Ivrée réussit à se faire élire et couronner roi d'Italie (rex Italiae), le 15 février 1002 en l'église Saint-Michel de Pavie, et il est reconnu par l'Italie du nord et centrale. Cependant, le successeur d'Otton III, Henri II, prend la route de l'Italie en mars 1004 et se fait couronner roi le 15 mai 1004. En 1013 Henri II doit effectuer une seconde expédition en Italie pour soumettre Arduin et il se fait couronner Empereur à Rome le 14 février 1014. Vaincu après une tentative pour reprendre le pouvoir à l'été 1014, Arduin dépose en septembre sa couronne royale sur l'autel de l’abbaye de Fruttuaria qu'il avait comblée de ses bienfaits, avant d'y devenir moine et d'y mourir le 14 décembre 1015.

## Sources
- Marie-Nicolas Bouillet  et Alexis Chassang (dir.), « Arduin d'Ivrée » dans Dictionnaire universel d’histoire et de géographie, 1878 (lire sur Wikisource)
- (it) article Arduino re d'Italie dans enciclopedia italiana Treccani